# پارک ملی اولانکا
پارک ملی اولانکا (فنلاندی: Oulangan kansallispuisto) یک پارک ملی در شمال استروبوتنیا و لاپلند فنلاند است که ۲۷۰ کیلومتر مربع (۱۰۴ مایل مربع) را پوشش می‌دهد. این پارک در سال ۱۹۵۶ تأسیس شد و در سال‌های ۱۹۸۲ و ۱۹۸۹ گسترش یافت. این پارک با پارک ملی پانایروی در روسیه همسایه است. اولین ساکنان این منطقه مردم سامی اهل لاپلند بودند که تا پایان قرن هفدهم در اینجا زندگی می‌کردند، و زمانی مجبور شدند جای خود را به مهاجران فنلاندی بدهند. اگرچه شکار، ماهیگیری و بعداً کشاورزی شغل اصلی مردمی بود که در آنجا زندگی می‌کردند، امروزه قابل توجه‌ترین فعالیت در اولانکا گردشگری است. از دهه ۱۹۳۰، انجمن توریست فنلاند قایق‌هایی را در رودخانه نگه داشت و کابین‌های چوبی موجود در سراسر پارک را برای اهداف اقامتی بازسازی کرد. این امکانات در صورت پیروی از دستورالعمل‌ها و قوانین اساسی در مورد وضعیت کابین‌ها، تأمین چوب و حفاظت از طبیعت اطراف از سوی بازدیدکنندگان، می‌توانند توسط هر بازدید کننده یا کوهنوردی در منطقه به صورت رایگان مورد استفاده قرار گیرند.
از سال ۲۰۰۲، اولانکا اولین پارک از دو پارک ملی فنلاند بود که بخشی از صندوق جهانی طبیعت سازمان پان پارک شد، پارک دیگرپارک ملی مجمع‌الجزایر است.

## طبیعت
پارک ملی اولانکا ترکیبی منحصر به فرد از طبیعت شمالی، جنوبی و شرقی است. این چشم‌انداز از جنگل‌های کاج، دره‌های رودخانه ای با سواحل شنی و در شمال از باتلاق‌های وسیع تشکیل شده‌است. این اکوسیستم رودخانه ای منحصر به فرد دارد و نمونه ای از جنگل‌های شمالی دست نخورده نزدیک به مدار شمالگان است، که توسط صندوق جهانی طبیعت از گله داری بیش از حد گوزن شمالی محافظت می‌شود. این منطقه از نظر گونه‌های جانوری و گیاهی و حتی گونه‌های در معرض انقراض غنی است. در نزدیکی مرکز بازدیدکنندگان، مرکز تحقیقات اولانکا قرار دارد که در سال ۱۹۶۶ برای تسهیل تحقیقات در علوم زیستی و زمین‌شناسی تأسیس شد. این مرکز تحقیقاتی همچنین در فصول کم تردد، امکانات خود را در اختیار گردشگران یا کوهنوردان بازدیدکننده قرار می‌دهد.
در کنار جغرافیای ناهموار و ریزاقلیم‌های متنوع، موقعیت پارک نیز یکی از دلایل اصلی تنوع زیاد گیاهان و درختان است که بیش از ۵۰۰ گونه گیاهی آوندی در این منطقه وجود دارد. از نظر پراکنش بین گونه‌های شمالی و جنوبی همپوشانی وجود دارد و گونه‌های متعددی در شرق فنلاند، غربی‌ترین پایگاه‌های خود را در اینجا دارند. اولانکا دارای خاک غنی از مواد مغذی است، که آن را برای گیاهان کمیاب که در اینجا یافت می‌شود ایده‌آل می‌کند. دره رودخانه اولانکا پس از آخرین عصر یخبندان، مسیر پراکندگی بسیار مهمی برای گونه‌های مختلفی بود که از شرق فنلاند می‌آمدند. در اواخر تابستان، این پارک سرشار از زغال اخته و قارچ است و ارکیده‌های وحشی یکی از محبوب‌ترین گل‌های این منطقه هستند.
بستر رودخانه‌ها و مراتع آبرفتی زیستگاه گونه‌های کمیاب پروانه‌ها است و بیش از صد گونه پرنده مختلف در پارک لانه را دارند. بیشتر مراتع به روش سنتی مدیریت می‌شوند و گله‌داری گوزن شمالی همچنان در این پارک رو به توسعه است، هرچند این کار محدود به مردم محلی لاپلند است. در این پارک همچنین پرندگان کمیاب مانند جیجاق سیبری و ستبرخروس اوراسیایی وجود دارد که به جنگل‌های غنی از گیاهان در پارک علاقه دارند. گونه‌های در حال انقراض مانند خرس، سیاهگوش وشق و دله نیز در اولانکا زیست می‌کنند.

## پیاده‌روی
اولانکا یکی از محبوب‌ترین پارک‌های ملی فنلاند است. شناخته شده‌ترین مسیر پیاده‌روی فنلاند، کارهونکیروس (۸۰ کیلومتر)، در پارک ملی واقع شده‌است و در تمام طول سال قابل دسترسی است. مسیرهای دیگر عبارتند از مسیر کارهونکیروس کوچک (۱۲ کیلومتر)، مسیر پیاده‌روی کروهاریو (۱۷ کیلومتر) و سایر مسیرهای کوچکتر مانند مسیر ریتیسو (۵ کیلومتر)، مسیر هیدن‌لامپی (۵ کیلومتر)، و مسیر یک روزه کیوتاکونگاس (۸ کیلومتر). فعالیت‌های دیگر شامل قایق‌رانی یا دوچرخه سواری در برخی مسیرها است. بازدیدکنندگان آزادی پرسه‌زنی دارند و چیدن انواع توت‌ها و قارچ موردی ندارد، اما مجاز به شکار حیوان و ماهی بدون مجوز نیستند.